# Заполье (Горское сельское поселение)
Заполье — деревня в Солецком районе Новгородской области.

## География
Находится в западной части Новгородской области на расстоянии приблизительно 13 км на запад-юго-запад по прямой от районного центра города Сольцы на правом берегу Шелони.

## История
Деревня отмечалась еще на карте 1840 года. В 1877 году здесь (деревня Порховского уезда Псковской губернии) было учтено 15 дворов. До 2020 года входила в состав Горского сельского поселения до его упразднения.

## Население
Численность населения: 101 человека (1877 год), 21 (русские 90 %) в 2002 году, 9 в 2010.